# Eleições presidenciais no Mali (2007)
As eleições presidenciais de 2007 no Mali realizam-se no dia 29 de Abril de 2007. Estava prevista uma segunda volta para 13 de Maio de 2007, a qual não viria a realizar-se por a eleição ter ficado decidida logo na primeira volta.
Estão recenseados 6.884.524 eleitores num país com 13 milhões de habitantes.
Concorrem a estas eleições oito candidatos, o que representa uma grande redução em comparação com os 24 que concorreram nas anteriores presidenciais, em 2002.
Entre os candidatos encontra-se o presidente cessante, Amadou Toumani Touré, e o presidente da Assembleia Nacional, Ibrahim Boubacar Keita.
Houve ainda uma nona candidatura, de  Modibo Sangaré, da União Nacional para a República (UNPR), que viria a ser a única rejeitada pelo tribunal, por falta de pagamento da caução de 10 milhões de francos CFA (20.110 dólares americanos), exigida para as candidaturas a estas eleições.

## Resultados
O presidente cessante, Amadou Toumani Touré, venceu as presidenciais do Mali na primeira volta, com 68,31% dos votos expressos (1.563.640).
A taxa de participação ficou-se pelos 36,17% (2.490.396votos). Votaram 2.490.396 eleitores, sendo 201.403 os boletins nulos e 2.288.993 os sufrágios legitimamente expressos.
| Candidato               | Partido                                                         | Percentagem |
| ----------------------- | --------------------------------------------------------------- | ----------- |
| Amadou Toumani Touré    | Presidente cessante                                             | 68,31%      |
| Ibrahim Boubacar Keita  | presidente da Assembleia Nacional                               | 18,59       |
| Tiéblé Dramé            | Partido para o Renascimento Nacional (PARENA)                   | 2,94%       |
| Oumar Mariko            | Solidariedade Africana para a Democracia e Independência (SADI) | 2,72%       |
| Mamadou Bakari Sangaré  | Convenção Social Democrata (CDS)                                | 1,54%       |
| Soumeymou Boubèye Maiga | Convergência 2007                                               | 1,41%       |
| Sidibé Aminata Diallo   | Partido Ecologista                                              | 0,50%       |
| Madiassa Maguiraga      | Partido Popular para o Progresso (PPP)                          | 0,28%       |